# Carl David af Wirsén
Carl David af Wirsén (9. december 1842 - 12. juni 1912) var en svensk digter og kritiker. I nutiden er han mest kendt for teksten En vänlig grönskas rika drakt ("Det dufter lysegrønt af græs", nummer 725 i Den Danske Salmebog, fordansket af Johannes Johansen).
af Wirsén blev student 1860, Dr. phil. 1866 og docent i litteraturhistorie 1868 ved Uppsala Universitet. I 1870 ansattes han som lektor ved latinskolen, men måtte 5 år senere på grund af svagelighed trække sig tilbage og bosatte sig en tid i Göteborg. I 1880 begyndte han en udstrakt kritisk virksomhed i "Post- och Inrikes Tidningar", og fra 1886 skrev han tillige kritikker i "Vårt Land". I 1883 blev han, da Ljunggren trak sig tilbage, Svenska Akademiens sekretær til sin død. 
Som student blev af Wirsén medlem af det litterære Namnlösa sällskapet; men hans første digte er ganske ubetydelige, og først 1876 udgav han sin første samling Dikter, der 4 år senere efterfulgtes af Nya dikter, Från Bethlehem till Golgatha (1882), Sånger och bilder (1884), Vintergrönt (1890), Under furor och cypresser (1896), Visor, romanser och ballader (1899) og flere. I disse digtsamlinger når han højest i sine idyller; men i de senere samlinger har refleksionsdigte med religiøs grundtone overtaget over idyllerne, og naturskildringerne er i reglen mere udtryk for religiøs romantik end frisk naturopfattelse; enkelte digte har nærmest karakter af at være salmer, i hvilke en glad trossikkerhed giver sig til kende. Ved siden af disse digte, der af mange anses for hans bedste, findes enkelte lejlighedsdigte og festdigte, blandt hvilke digtene Spinoza, Septemberdag vid Bellmans byst må anføres. 
af Wirsén har imidlertid også udfoldet en betydelig virksomhed som kritiker, men stillede sig stedse på et meget konservativt standpunkt og har under sin virksomhed i Svenska Akademiens tjeneste ikke altid evnet at skifte sol og vind lige. Han har kun betonet livsanskuelsens betydning og er som følge heraf optrådt meget energisk mod 1880'ernes forfattere, hvorom hans 1901 udgivne Kritiker, anmeldelser af værker af Bjørnson, Ibsen, Fogazzaro, Drachmann, Heidenstam, Strindberg og Hallström, bærer vidne. Blandt af Wirséns større arbejder kan anføres Jämförelse mellan Vischers och Zeisings åsikter om det humoristiska (1866), Studier rörande reformerna inom den franska vitterheten under 16:e och 19:e seklen (1868), Om Claes Livijn, hans verksamhet inom skönlitteraturen och den litterära polemiken (1870) samt hans biografier over Johan Gabriel Oxenstierna, Karl August Nicander og Bernhard von Beskow, udgivne 1901 i Lefnadsteckningar.